# Bagatelas (Dvořák)
Bagatelas (Maličkosti en checo, Bagatelles o Bagatellen), op.47, B.79, son cinco piezas para dos violines, chelo y armonio, compuesto por Antonín Dvořák en 1878.
Dvořák compuso y dedicó la obra al crítico musical y amigo Josef Srb-Debrnov que quería estrenarlo en casa y contaba con un armonio. La compuso entre el 1 y el 12 de mayo de 1878. Dvořák se basó en la canción folklórica checa Hraly dudy (Les cornemuses jouaient à Poduba en francés) para el primer, tercer y quinto movimientos.
El estreno público de la obra se realizó un año después, el 2 de febrero de 1879 en Praga, con Ferdinand Lachner y Vorel (violines), Alois Neruda (chelo), Antonin Dvořák (armonio).
La primera edición de la obra la hizo N. Simrock en 1878 en una versión para piano a cuatro manos. Un año después se publicaba la versión original con una referencia a usar el piano en caso de que no se cuente con un armonio. Sin embargo, estas piezas son raramente interpretadas en parte debido a la utilización del armonio. Se desaconseja usar el piano y algunos recomiendan más bien usar el acordeón.
La obra se divide en cinco pequeñas piezas:
1. Allegretto scherzando
2. Tempo di minuetto, Grazioso
3. Allegretto scherzando
4. Canon, Andante con moto
5. Poco allegro

Una ejecución suele durar unos 18 minutos.